# Biblioteka Wydziału Historii Uniwersytetu Warszawskiego

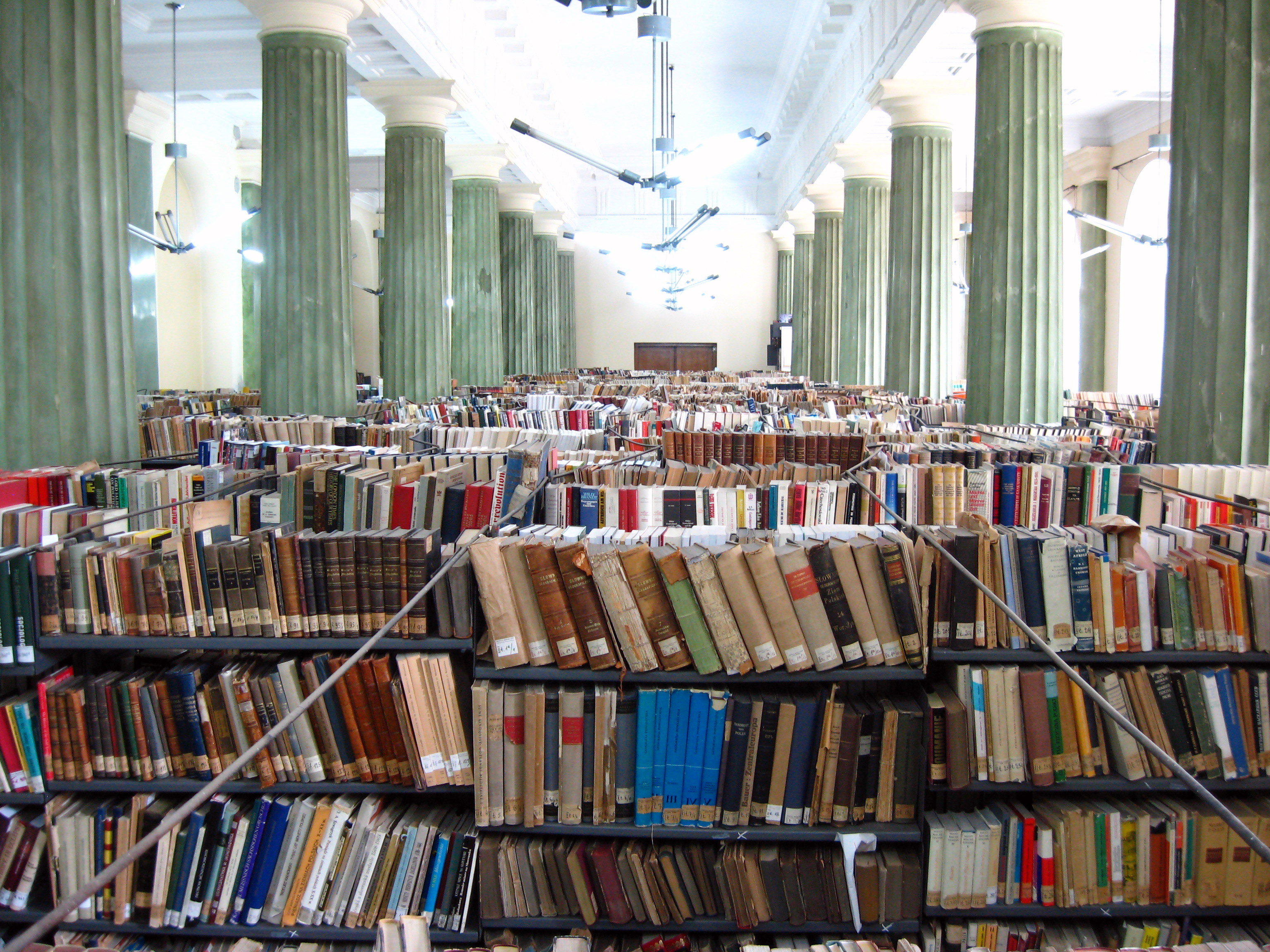
Nieistniejący magazyn książek w Sali Kolumnowej, 2011 r.

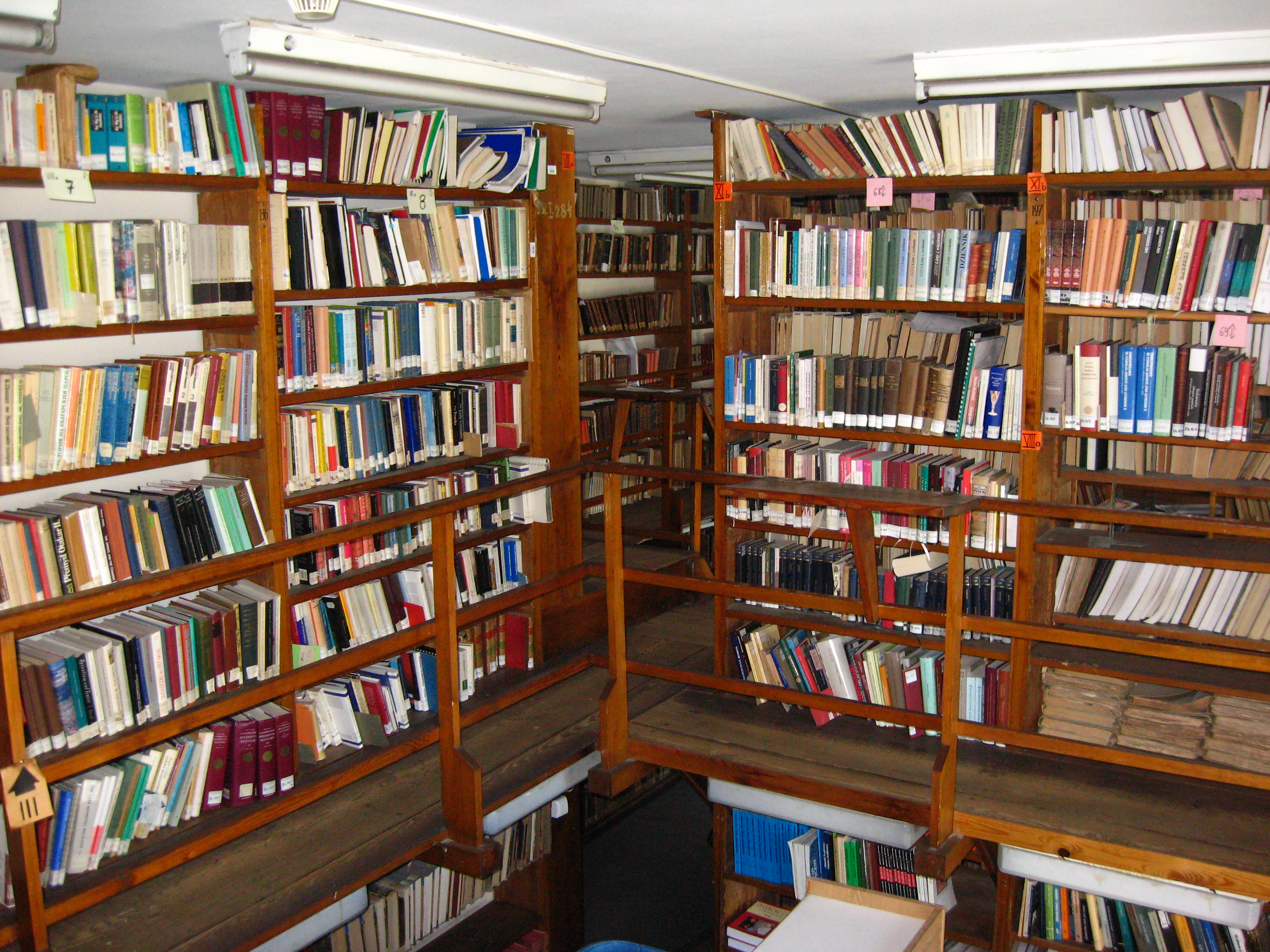
Zaplecze biblioteki przed modernizacją. 2016 r.

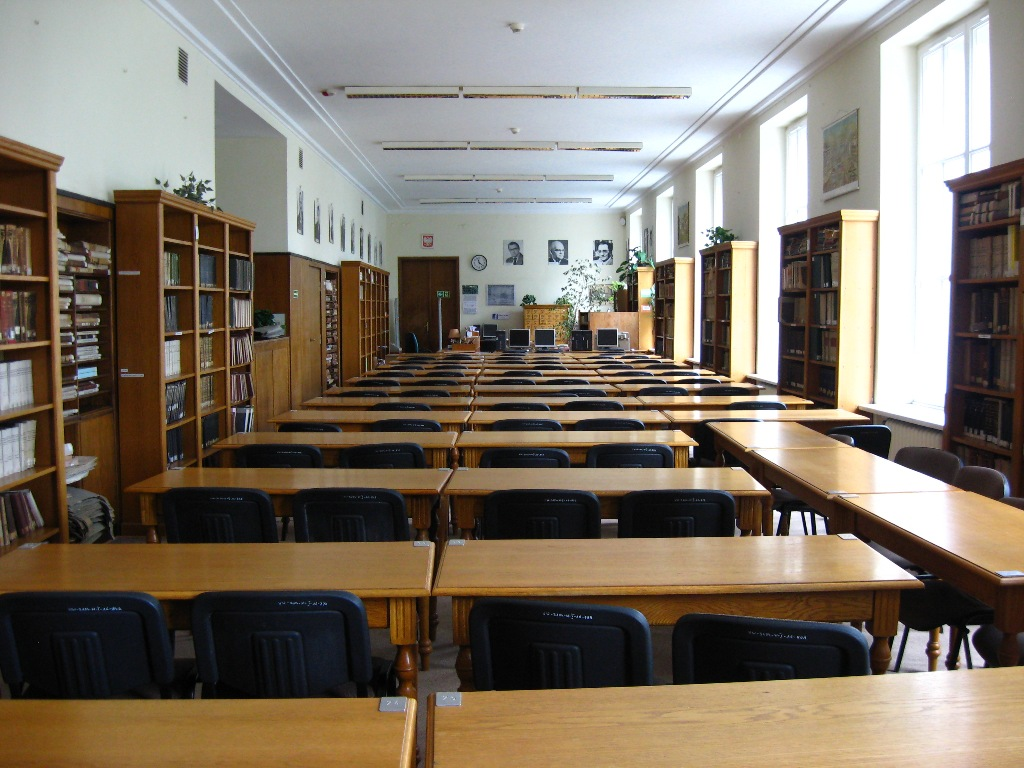
Lektorium (czytelnia ogólna) przed remontem

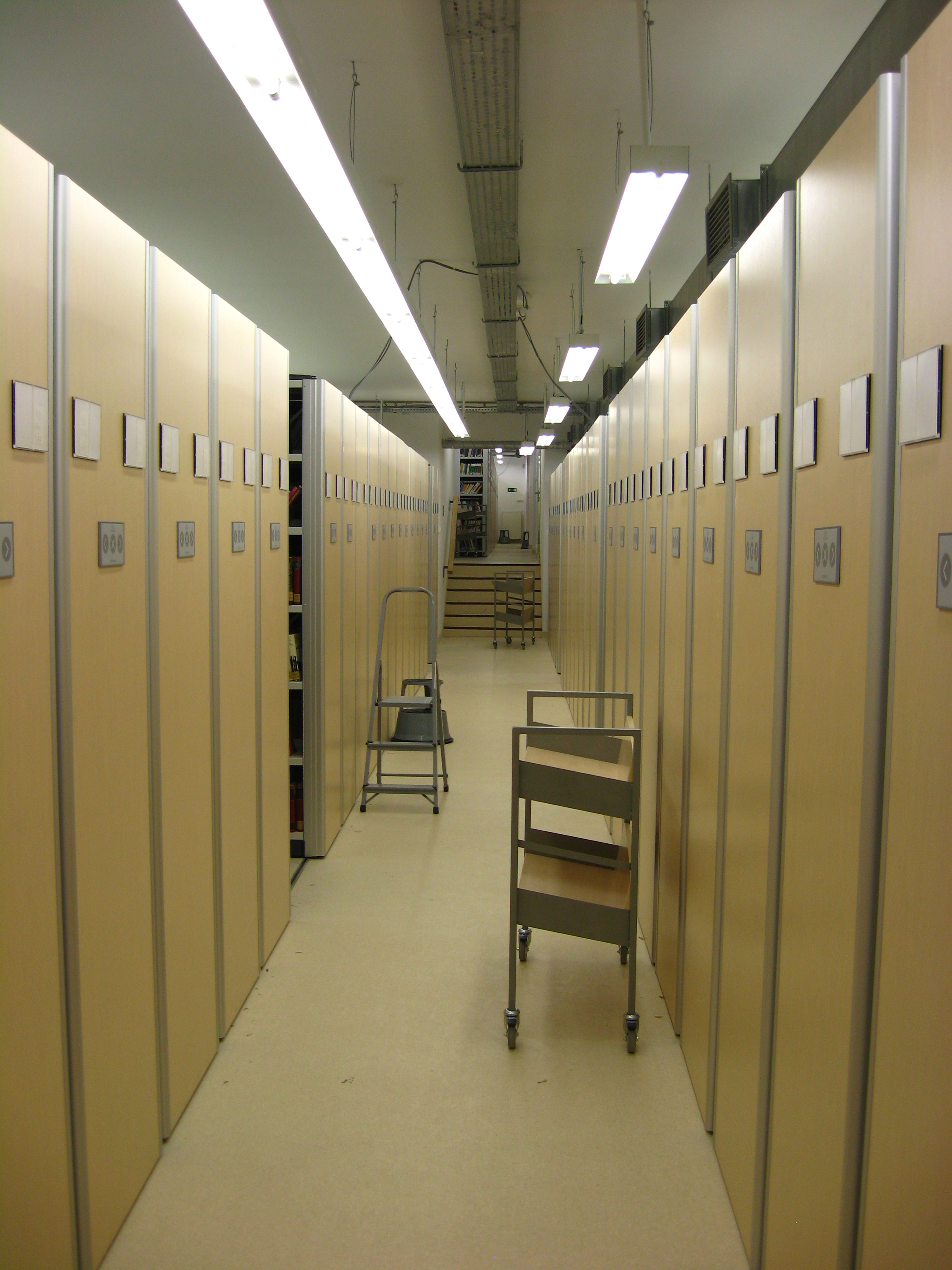
Nowy magazyn biblioteczny w 2011

Biblioteka Wydziału Historii Uniwersytetu Warszawskiego im. Marcelego Handelsmana (poprzednio Instytutu Historycznego, BIH UW) – biblioteka Wydziału Historii Uniwersytetu Warszawskiego, wchodząca w skład systemu biblioteczno-informacyjnego Uniwersytetu Warszawskiego. Została założona wraz z Instytutem Historycznym w 1930 roku. Posiada ponad 230 tys. jednostek.
Począwszy od 1997 roku wszystkie nowo nabyte książki opracowywane są w systemie VTLS/VIRTUA oraz wprowadzane do Narodowego Uniwersalnego Katalogu Centralnego (NUKAT). W kwietniu 2018 roku w katalogach komputerowych znajdowało się ponad 94 000 egzemplarzy książek.
Biblioteka Wydziału Historii mieści się na terenie Kampusu Głównego UW w Gmachu Pomuzealnym, a od jesieni 2011 r. częściowo również w nowym gmachu administracyjno-dydaktycznym Wydziału Historii. BWH posiada 3 czytelnie: ogólnodostępną i dwie przeznaczone dla pracowników naukowych.

## Historia
Biblioteka Instytutu Historycznego formalnie utworzona została wraz z Instytutem w 1930 r. Jej początki sięgają jednak r. 1915, kiedy to 15 listopada inaugurowano odrodzony polski Uniwersytet Warszawski i otwarto w nim (w znacznej mierze za sprawą Marcelego Handelsmana, późniejszego pierwszego dyrektora IH), Seminarium Historyczne. Prowadziło ono studia w ramach pięciu kierunków (od r. 1919 katedr). W 1916 r. ich wspólny księgozbiór uformowany głównie z dwóch dawnych kolekcji rosyjskich (bogatych w zachodnioeuropejskie wydawnictwa źródłowe): zbioru Wyższych Kursów Żeńskich i Seminarium Historyczno-Filozoficznego Cesarskiego Uniwersytetu, a także z dubletów Biblioteki Uniwersyteckiej oraz dubletów ofiarowanych przez Towarzystwo Naukowe Warszawskie liczył 929 woluminów.
Do czasu powołania IH w r. 1930 księgozbiór powiększył się do liczby 6865 woluminów, a przed wybuchem II wojny światowej wzrósł jeszcze niemal dwukrotnie, do ok. 12 tysięcy tomów. Jednakże pożoga wojenna pochłonęła połowę tego zasobu. Jego powojenną rekonstrukcję umożliwiło zakupienie szczęśliwie ocalałej biblioteki twórcy IH prof. Marcelego Handelsmana oraz przejęcie części księgozbioru prof. Oskara Haleckiego. W 1950 r. Naczelna Dyrekcja Muzeów i Ochrony Zabytków przekazała Bibliotece zbiór fotokopii dokumentów. W rok później obudowywany księgozbiór liczył już 40 tys. pozycji.
W trudnych latach izolacji Polski od świata Zachodu wiele wydawnictw książkowych i czasopism trafiło do zbiorów BIH jako dary zaprzyjaźnionych uczonych i instytucji zagranicznych. W latach 90. XX w. wiele cennych pozycji przekazanych zostało BIH przez Instytut Historyczny im. gen. Władysława Sikorskiego w Londynie. Biblioteka wzbogaciła się też o księgozbiór prof. Izy Bieżuńskiej-Małowist, a także część księgozbioru prof. Aleksandra Gieysztora.
W 2011 r. nastąpiła przeprowadzka większej części zbiorów do nowego budynku Wydziału Historycznego. Magazyny w nowej części zostały wyposażone w nowoczesne regały kompaktowe uruchamiane elektronicznie. W nowym budynku mieszczą się również dwa pokoje Sekcji Opracowania. W Gmachu Pomuzealnym, mieści się ogólnodostępne lektorium (obecnie 45 miejsc), modernizacji poddane zostało jedno z pomieszczeń, w którym stworzono czytelnię dla pracowników naukowych (obecnie sala seminaryjna). Obie części Biblioteki zostały połączone przeszklonym korytarzem.
We wrześniu 2016 r. rozpoczął się ponadroczny remont starej części biblioteki. W ramach prac w czytelni wybudowano przeszkloną antresolę z regałami książkowymi, zwiększono również księgozbiór podręczny dla studentów. Na zapleczu powstała czytelnia dla pracowników naukowych z dostępem do wyselekcjonowanego księgozbioru. Koszt remontu i wyposażenia Biblioteki wyniósł ponad 1,5 mln złotych. Uroczyste otwarcie zmodernizowanych pomieszczeń nastąpiło 29 września 2017 r.

## Kierownicy
- 1947–1972 dr Alina Drozdowicz[3]
- 1972–2002 mgr Halina Michalak[3]
- 2002–2013 mgr Tomasz Morawski[3]
- od 2013 mgr Ewa Szutkowska[3]

## Struktura
- Sekcja Udostępniania Zbiorów
- Sekcja Opracowania Zbiorów
- Sekcja Gromadzenia i Akcesji Zbiorów

## Zbiory
31 grudnia 2012 na zbiory BIH składały się 220 452 jednostki, w tym 1061 starych druków, ponad 3420 jednostek kartograficznych, ok. 14 000 fotografii i fotokopii, 650 mikrofilmów oraz blisko 200 odcisków pieczęci. W kwietniu 2018 zbiory powiększyły się do przeszło 230 000 jednostek. Najcenniejszą część zbiorów specjalnych stanowi kolekcja starych druków z XVI-XVIII w., która obecnie ze względów bezpieczeństwa znajduje się w depozycie BUWu. Część dzisiejszej kolekcji należała do Biblioteki IH przed 1939 r. (w tym m.in. 48 woluminów z księgozbioru Michała Dołęgi, szambelana króla Stanisława Augusta, które do Warszawy trafiły poprzez bibliotekę konwentu pijarów w Radomiu). Prawdopodobnie z tego zespołu pochodzi pozbawiony oprawy egzemplarz Decisiones Johana Koepena, st. (1531-1611), zbioru prejudykatów wznowionego w Jenie w 1663 r. Egzemplarz ten nosi na karcie tytułowej notę własnościową: Stanisław Poniatowski stolnik W(ielkiego) X(ięstwa) L(itewskiego) 22 Maj: 1762 a(nno). Należał on zapewne do najdawniejszej części prywatnego księgozbioru przyszłego króla Polski a stanowi świadectwo jego prawniczych zainteresowań.
Do najwartościowszych druków z kolekcji BIH zalicza się unikatowy w Polsce egzemplarz jednego wzorników pisma: Theatrum artis scribendi Jodoka Hondiusa (Amsterdam 1594). Kopia cyfrowa dzieła dostępna na stronie Kolekcji Starych Druków BIH UW. Wśród dzieł kartograficznych znajduje się rzadki egzemplarz atlasu Abrahama Orteliusa Theatrum orbis terrarum (Antwerpia 1579), zawierający 93 kolorowe mapy oraz drugi spośród znanych egzemplarzy planu Warszawy z 1762 roku autorstwa Ricauta de Tirregaille’a.
W zbiorach znajduje się też dzieło Thomasa Sprata The History of the Royal Society of London for the Improving of Natural Knowledge (Londyn 1667). Jest to drugi egzemplarz w Polsce.